# Malthinus paulocrassus
Malthinus paulocrassus es una especie de coleóptero de la familia Cantharidae.

## Distribución geográfica
Habita en Cachemira.